# دوغ سافانت
دوغلاس بيتر سافانت (بالإنجليزية: Douglas Peter Savant)‏ هو ممثل أمريكي ولد في يوم 21 يونيو 1964 في مدينة بربانك في كاليفورنيا في الولايات المتحدة، مثل دور مات فايلدنغ في مسلسل ميلروس بلايس وتوم سكافو في ربات بيوت يائسات.

## وصلات خارجية
- دوغ سافانت على موقع IMDb (الإنجليزية)
- دوغ سافانت على موقع ألو سيني (الفرنسية)
- دوغ سافانت على موقع أول موفي (الإنجليزية)
- دوغ سافانت على موقع قاعدة بيانات الأفلام السويدية (السويدية)
- دوغ سافانت على موقع إن إن دي بي (الإنجليزية)
- دوغ سافانت على موقع قاعدة بيانات الفيلم (الإنجليزية)
- دوغ سافانت على موقع كينوبويسك (الروسية)

- دوغ سافانت على قاعدة بيانات الأفلام على الإنترنت